# 武政英策
武政 英策（たけまさ えいさく、1907年〈明治40年〉9月18日 - 1982年〈昭和57年〉12月1日）は愛媛県出身の作曲家。代表作『南国土佐を後にして』『よさこい鳴子踊り』などがある。

## 人物
出生時の姓名は和気政之であったが、武政家の跡を継ぎ、武政政之となった。「政」という字が続くので、東京に出るときに英策と名のりはじめた。電機学校（現・東京電機大学）卒業後、就職せずに門馬直衛と山田耕筰に師事。1937年にNHK京都放送局和洋管弦楽団の初代指揮者となる。1945年に大阪の空襲で自宅が焼失、妻の貴美恵（1950年没）とともに現在の南国市に疎開、終戦後は中央に戻らず亡くなるまで37年間高知市に居住した。
徳島の阿波踊りに対抗する形で、1954年に高知商工会議所青年団が企画したよさこい祭りに参画。民謡｢よさこい節｣をもとに、よさこい祭りで使用される「よさこい鳴子踊り」の作詞・作曲を行い、さらには鳴子を使った踊りを思いついた。「よさこい鳴子踊り」の楽曲の自由なアレンジを許したため、現在では様々な編曲がなされている。よさこい祭りでは功績を讃え、8月12日の後夜祭（本番受賞チームが出場する）で、本番のよさこい大賞の上位の賞とされる「武政英策賞」が設定されている。
ペギー葉山が歌ったことで広く知られるようになった、「南国土佐を後にして」の作詞・作曲も行っている。

## 作品
- 「南国土佐を後にして」[1]（第40師団歩兵第236連隊の歌のリメイク）
- 「よさこい鳴子踊り」[1]
- 「しばてん踊り」[3]

## 著書
- 『土佐ふるさとのうた：武政英策作品集』高知新聞社、1983年12月。
- 『歌ありてこそ』武政春子、2000年7月。